# 佐世保市博物館島瀬美術センター
佐世保市博物館島瀬美術センター（させぼしはくぶつかんしまのせびじゅつセンター、Sasebo city museum shimanose art Center）は、長崎県佐世保市の中心部に位置し、市民の憩いの場となるよう“開かれた美術博物館”を目指し、同市が運営する美術館（博物館機能も有する）。

## 概要
島瀬公園に隣接し、外壁にギリシャ神話12神のレリーフが鋳込まれている建物は、市のシンボルタワーの一つとなっている。
館所蔵の美術品の展示のほか、特別展や企画展、県展・佐世保市民展などの外部展覧会が年間約140本開催されている。また、5階には、泉福寺洞窟において発見された豆粒文土器などの佐世保市が1964年（昭和39年）以来、手がけた調査により発掘された資料を展示する考古展示室がある。

## 所在地
- 長崎県佐世保市島瀬町6番22号

## 開館時間・料金
- 開館時間：10時00分～18時00分（入場締切17時30分）
- 入館料：無料（特別展を除く）
- 休館日：毎週火曜日及び年末年始（12月29日～1月3日）

## 建物構造
- 主構造：鉄筋鉄骨コンクリート
- 階数：地上7階、地下1階
- 高さ：36.8m
- 面積：敷地面積555.19m2、建築面積433.08m2、延床面積3,264m2

## 主な施設
- 1階：玄関ホール・事務室・喫茶店「美術館にある珈琲屋 ノマド・コーヒー」
- 中2階：ギャラリー
- 2～4階：展示室
- 5階：考古展示室

## 沿革
- 1979年（昭和54年）11月15日、美術館建設構想計画、日本博物館協会に基本構想策定を委託。
- 1980年（昭和55年）12月3日、建設予定地を文化科学館跡地に決定。
- 1981年（昭和56年）
  - 1月23日、博物館建設計画の決定、
  - 4月22日、総合博物館施設建設委員会及び幹事会設置。
  - 10月15日、文化科学館が佐世保公園内旧鎮守府司令長官副官官舎へ移転。
- 1982年（昭和57年）3月13日、工事契約締結・着工。
- 1983年（昭和58年）
  - 3月25日、工事竣工。
  - 4月8日 - 現在地にて佐世保市博物館島瀬美術センター開館。美術館と博物館の機能を併せ持つ施設として美術、歴史、民俗、考古、工芸の収蔵品約8,000点を収蔵。展覧会の開催だけではなく、ミュージアム・コンサート、講演会、ギャラリー・トーク、ワークショップなども開催。

## 歴代館長
- 稲沢郁雄（昭和61年4月～平成3年3月）
- 廣瀬幸義（平成3年4月～平成5年3月）
- 納所準治（平成5年4月～平成9年9月）
- 金子建夫（平成9年10月～平成10年9月）
- 元木邦彦（平成10年10月～平成13年3月）
- 竹村千賀子（平成13年4月～平成16年3月）
- 平野直子（平成16年4月～平成17年3月）
- 丸田秀典（平成17年4月～平成24年3月）
- 山口孝司（平成24年4月～平成25年3月）
- 久家節男（平成25年4月～平成25年5月）
- 安田恭子（平成25年6月～）

## アクセス
- JR佐世保線 佐世保駅より徒歩で約20分、車で約4分。
- 松浦鉄道西九州線 中佐世保駅または佐世保中央駅下車、徒歩で約5分。
- 西肥バス（させぼバスも含む）「島瀬町」バス停下車。

## 周辺
- 島瀬公園
- 四ヶ町商店街
- 佐世保市立図書館
- 佐世保玉屋